# Colopisthus ronrico
Colopisthus ronrico là một loài chân đều trong họ Cirolanidae. Loài này được Moore & Brusca miêu tả khoa học năm 2003.